# ديريك هاينز
ديريك هاينز (بالإنجليزية: Derek Hines)‏ (18 فبراير 1931 في المملكة المتحدة - 1 أغسطس 2001 في المملكة المتحدة) هو لاعب كرة قدم بريطاني في مركز الهجوم. لعب مع شروزبري تاون وليستر سيتي ورجبي تاون.

## وصلات خارجية
- ديريك هاينز على موقع قاعدة بيانات كرة القدم.إي يو (الإنجليزية)